# Phyllostomus latifolius
Phyllostomus latifolius (Листконіс гаянський) — вид родини листконосові (Phyllostomidae), ссавець ряду лиликоподібні (Vespertilioniformes, seu Chiroptera).

## Поширення
Країни поширення: Бразилія, Колумбія, Французька Гвіана, Гаяна, Суринам, Венесуела. Пов'язаний з печерами.